# Francisco Nicolau Baruel
Francisco Nicolau Baruel (São Paulo, 10 de agosto de 1852 - 14 de fevereiro de 1928) foi um farmacêutico, empresário e político brasileiro.

## Biografia
Filho do alferes de milícias Francisco Antônio Baruel, Nicolau Baruel nasceu no ano de 1852. De tradicional e rica família de remota origem inglesa, proprietários de terras e da Chácara Baruel, formou-se em Farmácia (Boticário - termo utilizado para a época) e abriu a Farmácia Baruel (ou Laboratório Baruel) próximo a Praça da Sé. Fundou e presidiu o Partido Municipal, elegendo-se vereador à Câmara Municipal de São Paulo no ano de 1884, sendo reeleito, em outras oportunidades para esta mesma casa, em período republicano. Também foi presidente da ACSP (Associação Comercial de São Paulo) entre os anos de 1901 e 1902 e 1918 a 1919, diretor tesoureiro da Caixa Paulista de Pensões Vitalícia à Previdência, diretor do Banco de São Paulo e diretor-presidente da Cia. Brasileira de Seguros.
Em 1892 fundou, na mesma cidade em que foi vereador, a Casa Baruel (empresa especializada em produtos farmacêuticos e de higiene), que mais tarde transformou-se em uma indústria do ramo de higiene, atualmente conhecida como Baruel.